# Emiliano Zapata, Ixtlahuaca
Emiliano Zapata, även benämnd Santo Domingo, är en mindre stad i Mexiko, tillhörande kommunen Ixtlahuaca i den västra delen av delstaten Mexiko. Staden hade 7 331 invånare vid folkräkningen 2010.